# Un secreto (película)
Un secreto, título original en francés Un secret, es una película francesa de 2007 dirigida y escrita por Claude Miller y protagonizada por Cécile De France y Patrick Bruel, basada en la novela homónima de Philippe Grimbert. 

## Sinopsis
La película sigue a Maxime Nathan y a su familia judía en Francia durante los años previos a la Segunda Guerra Mundial. François Grimbert (interpretado de niño por Valentin Vigourt y de adulto por Mathieu Amalric) creció en París en los años cincuenta. Es el hijo flaco y enfermizo de dos padres maravillosamente atléticos, Tania (Cécile de France) y Maxime (Patrick Bruel). Por un tiempo, sueña con un hermano mayor más fuerte y más carismático para compensar sus propios sentimientos de aislamiento. Poco a poco se entera del trágico pasado de sus padres y de que tiene un medio hermano llamado Simon, el primer hijo de su padre.
Simon es un gran secreto, pero su descubrimiento abre la puerta a nuevas revelaciones y enigmas más profundos. François sabe que sus padres se conocieron en algún momento de la guerra, e imagina su noviazgo y matrimonio a la sombra de las atrocidades de las que ya nadie habla.

## Reparto
- Cécile de France es Tania Stirn/Grimbert.
- Patrick Bruel es Maxime Nathan Grinberg/Grimbert.
- Ludivine Sagnier es Hannah Grimbert.
- Julie Depardieu es Louise.
- Mathieu Amalric es François Grimbert (37 años).
- Eric Godon es Serge Klarsfeld.
- Nathalie Boutefeu es Esther.
- Yves Verhoeven es Guillaume.
- Yves Jacques es Béraud.
- Annie Grégorio es Léone.
- Laurent Lafitte es el policía.

## Premios

### Premios César
| Año  | Categoría                 | Nominado                       | Resultado |
| ---- | ------------------------- | ------------------------------ | --------- |
| 2008 | Mejor película            | Mejor película                 | Nominada  |
| 2008 | Mejor dirección           | Claude Miller                  | Nominado  |
| 2008 | Mejor actriz protagonista | Cécile de France               | Nominada  |
| 2008 | Mejor actriz secundaria   | Julie Depardieu                | Ganadora  |
| 2008 | Mejor actriz secundaria   | Ludivine Sagnier               | Nominada  |
| 2008 | Mejor guion adaptado      | Natalie Carter y Claude Miller | Nominados |
| 2008 | Mejor música              | Zbigniew Preisner              | Nominado  |
| 2008 | [[                        |                                |           |